# Nele Savita Woydt
Nele Savita Woydt (* 1971 in Hamburg) ist eine deutsche Schauspielerin, Sprecherin und Model.

## Leben
Nele Woydt absolvierte ihre Ausbildung am Mozarteum in Salzburg. In der Folgezeit konnte sie sich als Theaterschauspielerin etablieren und hatte u. a. mehrjährige Engagements am Theater Baden-Baden. Am kleinen Zimmertheater in Heidelberg war sie zwischen 2002 und 2005 tätig, wo sie unter anderem die Rolle der Catherine in "Der Beweis" von David Auburn spielte.
Von 1996 bis 1999 ist sie als Sprecherin in über 40 Hörfunkproduktionen für den SWR tätig.
In Fernsehproduktionen ist sie seit Anfang der 1990er Jahre zu sehen. In der Rolle der Eva in der ARD-Serie Mobbing Girls und insbesondere durch die Rolle der ersten Wachoffizierin Rike Claasen in der ZDF-Produktion Küstenwache wurde Nele Savita Woydt einem breiteren Publikum bekannt.

## Filmografie (Auswahl)
- 1993: Die Männer vom K3 – Made in Hongkong
- 1996: Die Geliebte (Fernsehfilm)
- 1997: Koma – mein Kind muß leben (Fernsehfilm)
- 1998: Mobbing Girls (Fernsehserie, 13 Folgen)
- 1998: Tatort – Jagdfieber
- 1998–1999: Die Fallers (Fernsehserie)
- 2001: Die Rettungsflieger – Abschied von Maren
- 2001–2004: Küstenwache (23 Folgen)
- 2004: alphateam – Die Lebensretter im OP – Schwiegertieger
- 2007: SOKO Wismar – Spitzenleistung
- 2008: Unser Charly – Das Geheimnis der Schwäne
- 2011: Gute Zeiten, schlechte Zeiten (Fernsehserie)